# Томоррниця
Томоррниця — середньовічна фортеця на горі Томор на півдні Албанії.
За словами Іоанни Скилиці, у резиденції фортеці були дуже гарні палаци з садами та місцями для розваг. У центрі височів високий замок. Також була церква. На місці фортеці сьогодні можна побачити рештки резервуарів для води ємністю 100 000 літрів.
Акрополь має периметр 210 м та товщину стін 1-1,3 м, що має форму неправильної трапеції. Стародавнє місто перегукується з періодом до візантійської епохи. 15 серпня 1018 року, у день Успіння Пресвятої Богородиці, тут закінчився опір Першої Болгарської держави Візантії. Євстафій Дафномель обманом осліпив останнього болгарського боярина, який чинив серйозний опір, — Іваца, який вперто протягом 55 днів не здавався імператору Василю II, що проживає в Деволі.
Фортеця була зруйнована османами у 1467 році.